# カッセル市電8NGTW形電車
8NGTW形は、ドイツ・カッセルの路面電車が1997年以降導入した超低床電車。製造メーカーであるボンバルディア・トランスポーテーションが展開するフレキシティ・クラシック（Flexity Classic）ブランドの第一号である。
この項目では、2011年以降製造されたNGT8形電車についても解説する。

## 概要
カッセルの路面電車には1990年以降デュワグ製の部分超低床電車であるNGT6C形が導入されていたが、左右独立車輪式台車（EEF台車）の不具合が頻発した事により1994年をもって導入は打ち切られた。それに代わる超低床電車としてDWAへ1997年に発注が実施されたのが8NGTW形である。
NGT6C形と同様、前後の車体に動力台車が1基、中間車体に付随台車が2基搭載された3車体連接車で、動力台車が設置されている両端を除いた車内全体の70％が低床部分となっており、乗降扉も全て低床部分に設置されている。一方で台車はNGT6C形で不具合が相次いだ左右独立車輪式に代わり、付随台車も含め全台車に車軸が備わっており、信頼性が向上している。運転台は人間工学に基づいた構造になっている他、車体の屋根上には暖房・換気機能を備えた空調装置が設置されている。
低床構造を採用した事に伴い、蓄電池を始めとする多くの主要機器は屋根上に設置されており、うち補助電源装置や制御装置などはキーペが開発した筐体に格納され、車体各部に配置され多数の回路で結ばれていた従来の車両と比べ煩雑さが解消され、メンテナンスの効率も向上している。筐体内の電源装置は独立した回路を有する強制換気システムによって温度調節が行われる。主電動機（三相誘導電動機）を含むこれらの主要機器の情報はデータバス（Kiepe BISS）を介して伝送され、運転台に設置されたディスプレイでもリアルタイムデータや障害情報を確認する事が出来る。

## 運用
最初の車両は1999年に落成し、同年6月から営業運転に投入された。軌道法（BoStrab）に加え鉄道建設運行法令（Eisenbahn Betriebsordnung、EBO）双方に対応した設計となっており、カッセル市内の併用軌道区間に加え貨物線を転換したロッセタール線（Lossetalbahn）へも導入された。2003年までに運転台の数が異なる以下の2種類の車種が製造されている。
- 8ENGTW形（601-622） - 1999年から2000年にかけて製造された片運転台式（Einrichtungswagen）の車両。601-612はKVG、613-622はRBKが所有する。
- 8ZNGTW形（631-640） - 2001年・2003年に製造された両運転台式（Zweirichtungswagen）の車両。631-635はRBK、636-640はKVGが所有する。

信頼性や快適性などで高い評価を収めた事から、以降同車両を基とした超低床電車ブランドである"フレキシティ・クラシック"（Flexity Classic）がドイツ各都市に加えポーランド、オーストラリアなど世界各地へ導入されている。

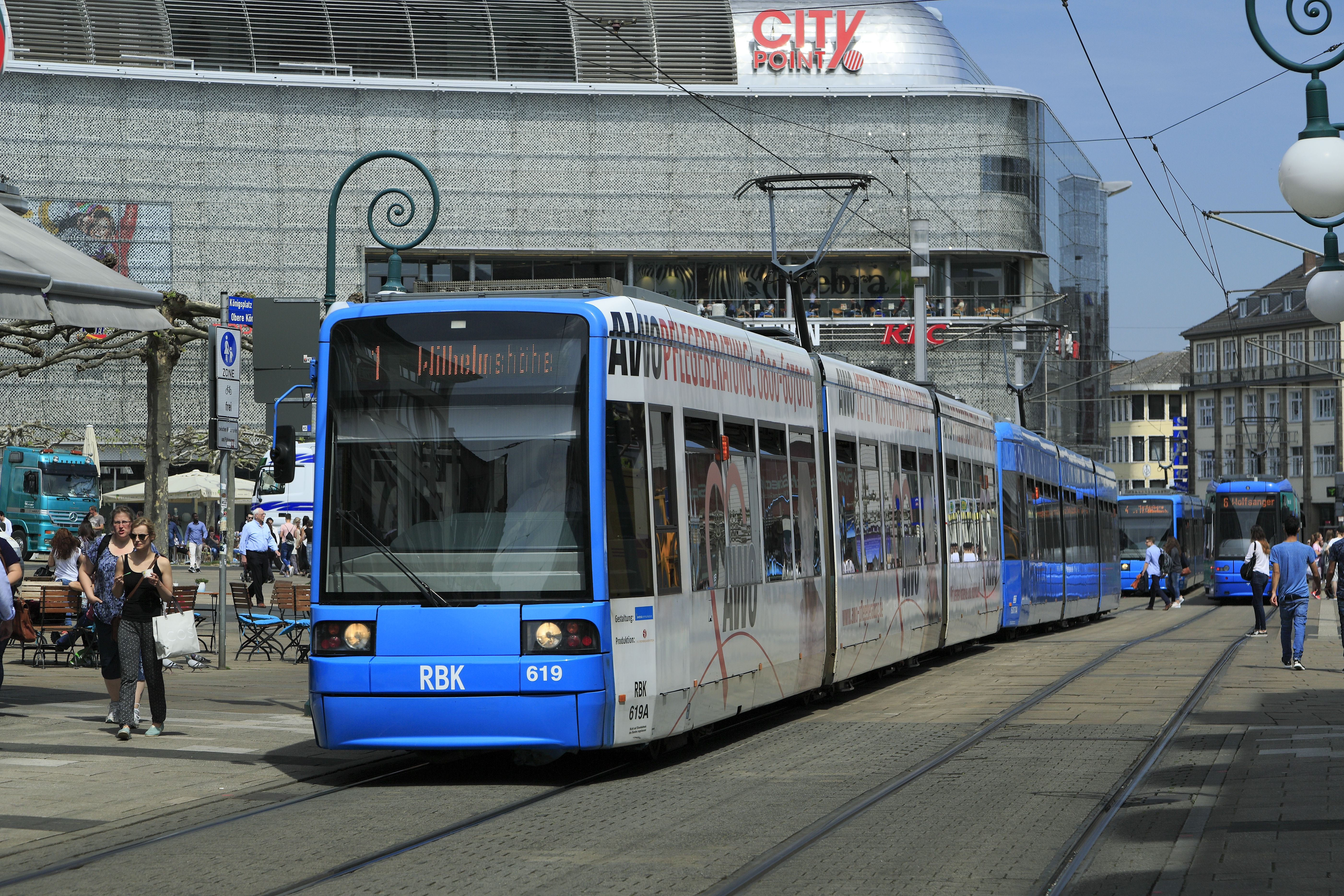
片運転台式の8ENGTW形（619） 乗降扉は片側のみに設置されている
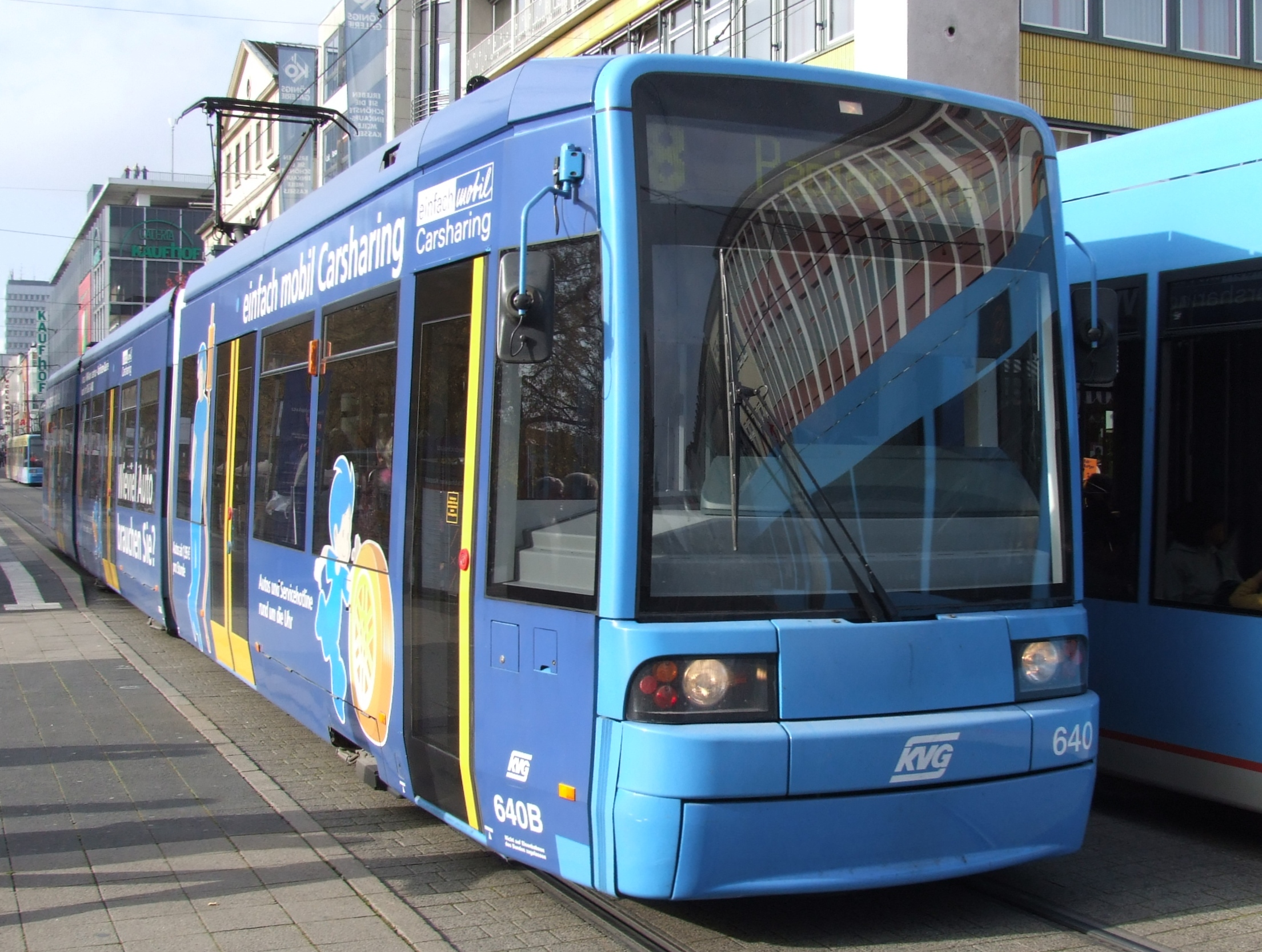
両運転台式の8ZNGTW形（640）

## カッセル市電NGT8形電車

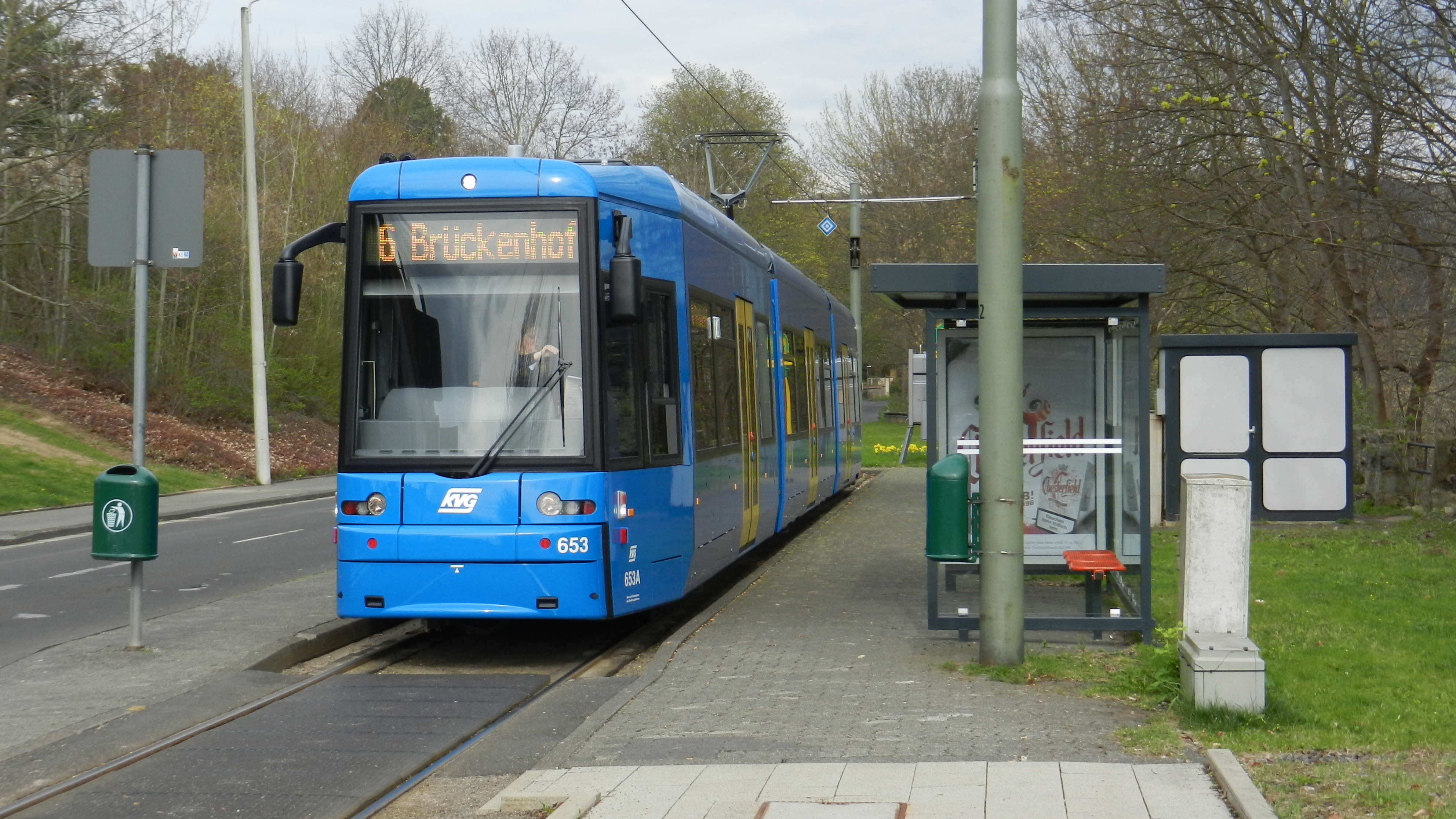
NGT8形（653）

製造から30年が経過し老朽化が進んでいた高床式車両（N8C形）を置き換え、カッセル市電の定期列車を全て超低床電車とするため、2011年から2013年にかけて製造された増備車。8NGTW形と同様にボンバルディア製のフレキシティ・クラシックを採用し編成も3車体連接車だが、車体設計はドルトムントやフランクフルト・アム・マイン、アデレード、クラクフに導入されたNGT8形規格を基にしており、定員数は182人に増加している。
最初の車両は2012年11月25日に営業運転を開始し、2013年までに22編成（651-672）が導入されている。

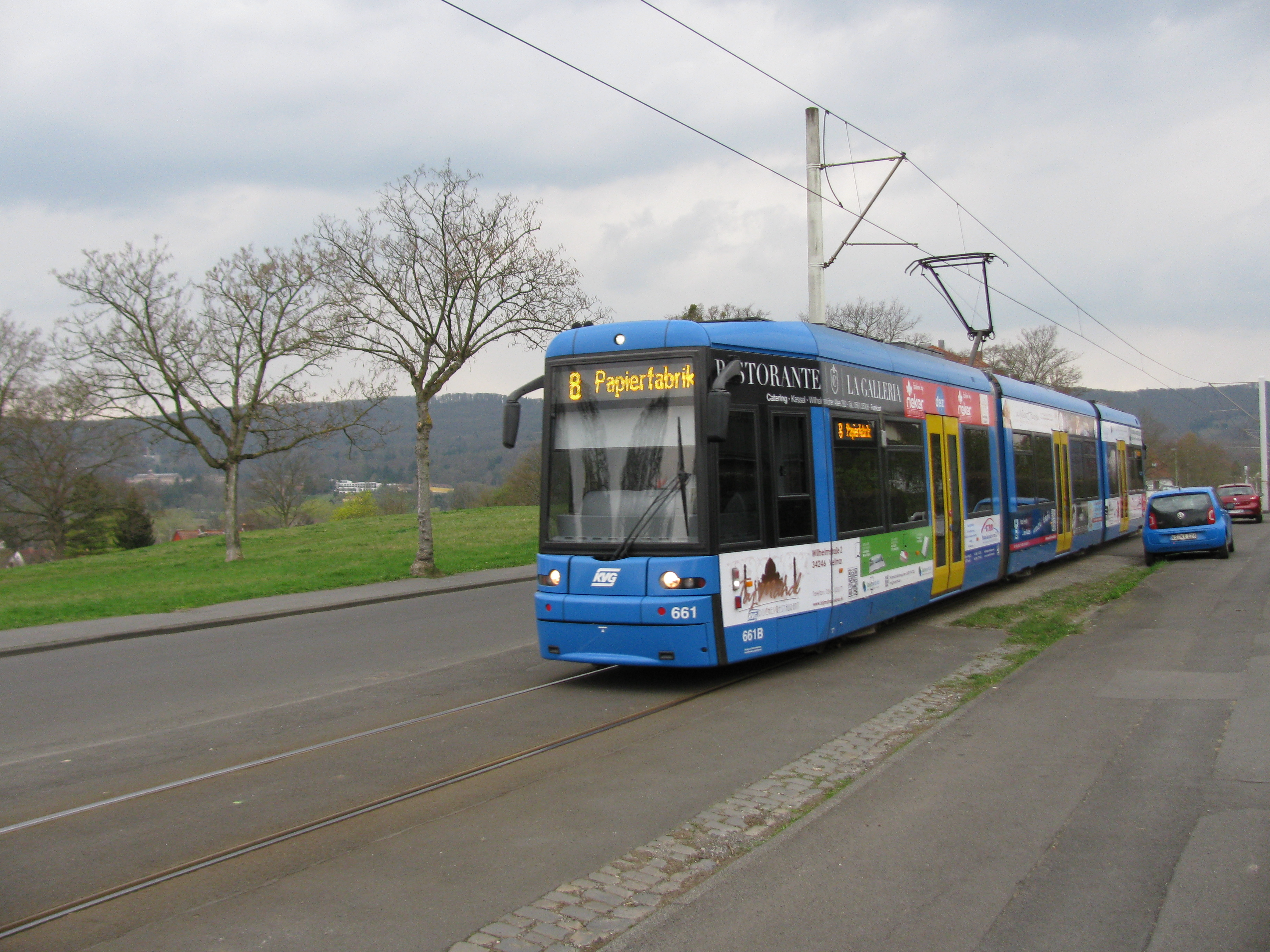
併用軌道上を走るNGT8形（661）